# 齋藤彰
齋藤 彰（さいとうあきら、1955年（昭和30年）3月29日 - ）は、日本の政治家。勲等は旭日小綬章。舞鶴市長（1期)、京都府議会議員 (3期)、舞鶴市議会議員 (3期) を歴任。

## 来歴
大東文化大学文学部教育学科卒業。
市議会議員を3期経て、京都府議会議員選挙に立候補、当選し、以後自民党府議として3期連続当選。江守光起前市長の引退を受け、自民党を離党し、2007年（平成19年）の舞鶴市長選に立候補。自民党推薦の前助役や民主党候補を破り当選、同年2月18日、市長に就任した。
2011年（平成23年）2月6日に行われた舞鶴市長選挙にて舞鶴共済病院前病院長の多々見良三に敗れた。同年2月17日に退任した。
2025年（令和7年）春の叙勲で旭日小綬章を受章した。

## 略歴
- 1982年（昭和57年）：市議会議員に初当選。
- 1986年（昭和61年）：2期当選。
- 1990年（平成2年）：3期当選。
- 1995年（平成7年）：京都府議会議員に初当選。
- 1999年（平成11年）：2期当選。
- 2003年（平成15年）：3期当選。
- 2007年（平成19年）：舞鶴市長に初当選。
- 2011年（平成23年）：舞鶴市長選挙にて、多々見良三に敗れ落選。

## その他（表彰）
- 1991年（平成3年）：舞鶴市功労者
- 2003年（平成15年）：京都府自治功労者
- 2005年（平成17年）：藍綬褒章受章
- 2025年（令和7年）：旭日小綬章受章[5]